# Thüringer Landesamt für Bau und Verkehr
Das Thüringer Landesamt für Bau und Verkehr (TLBV) ist eine Oberbehörde des Freistaates Thüringen, die für den staatlichen Hochbau und die Liegenschaften sowie die Straßen (vor allem die Landesstraßen in Thüringen) und den öffentlichen Nahverkehr auf Landesebene zuständig ist.

## Geschichte

### Vorgänger
Das Landesamt hat zahlreiche Vorgängerinstitutionen, die nach der Bildung des Freistaates entstanden.

1990 wurde das Thüringer Landesamt für Straßenbau (TLSB) eingerichtet, dem sieben Straßenbauämter, ein Autobahnamt sowie 39 Straßenmeistereien (davon vier für die Autobahn) nachgeordnet waren. 2001 wurden das TLSB und die Straßenbauämter neu organisiert. Letztere wurden in vier Bereiche zusammengefasst, die den Planungsregionen entsprachen. 2003 wurde das Autobahnamt als eigene Abteilung in das TLSB eingegliedert.

Logo der NVS Thüringen

Die Nahverkehrsservicegesellschaft Thüringen (NVS) wurde 1996 als landeseigene GmbH gegründet. Sie plante, bestellte und finanzierte als Aufgabenträger im Landesauftrag den Schienenpersonennahverkehr in Thüringen auf Grundlage des Regionalisierungsgesetzes. Seitdem wurden zahlreiche Nebenbahnen stillgelegt, das Zugangebot auf verbliebenen Strecken aber dafür ausgebaut.
Der staatliche Hochbau war zunächst beim Finanzministerium angesiedelt und umfasste die drei Staatsbauämter Erfurt, Gera und Suhl, später auch mit Nebenstellen. Zum Jahresanfang 2000 wurde der Landesbetrieb Thüringer Liegenschaftsmanagement (Thülima) gegründet, um die Aufgaben zu bündeln. 2002/03 wurde das Suhler Staatsbauamt dem in Erfurt als Außenstelle angegliedert. Mit der Einrichtung des Thüringer Ministerium für Bau, Landesentwicklung und Verkehr wurden diesem die Staatsbauämter unterstellt.

### Einrichtung
Das Landesamt für Bau und Verkehr entstand zum 1. April 2008 aus der Zusammenlegung des TLSB mit den Staatsbauämtern Erfurt und Gera. Vorher hatten die Behörden bereits bei der Vergabe kooperiert. Die neue Mittelbehörde umfasste zu diesem Zeitpunkt sechs Abteilungen, die vier Straßenbauämter waren ihr nachgeordnet. Die neue Behörde wurde zunächst kommissarisch von Markus Brämer geleitet.
2012 wurden die Hochbauabteilungen Erfurt und Gera zusammengelegt. Zwischen 2013 und 2016 gab es im TLBV eine eigene Stabsstelle Wiederaufbau Hochwasserschäden. 2014 wurden die Straßenbauäumter neu strukturiert, im folgenden Jahr gab es auch eine kleine Änderung beim TLBV selbst.

### Seit 2019
Seit dem Jahresanfang 2019 ist das TLBV eine der drei Oberbehörden im Bereich des Ministeriums für Infrastruktur und Landwirtschaft. In diesem Zuge wurde das Thülima mit dem Landesamt zusammengefasst, außerdem wurde die NVS aufgelöst und als eigenes Referat in das TLBV integriert. Gleichzeitig löste Hans-Karl Rippel Brämer als Präsident des Landesamtes ab.
Zum Jahresanfang 2021 ging die Autobahnverwaltung an die Autobahn GmbH über, über 200 Beschäftigte des TLBV wechselten zu deren Niederlassung Ost.

## Aufgaben und Struktur
Das TLBV ist die oberste Straßenbaubehörde in Thüringen und damit Baulastträger für die Landes- und Bundesstraßen und zuständig für deren Unterhaltung. Außerdem ist sie Aufgabenträger für den Schienenpersonennahverkehr, bestellt und plant also die Nahverkehrszüge.
Das TLBV plant, baut und betreibt Immobilien für das Land und den Bund. So verwaltet es z. B. die Hochschulgebäude, Büros, Kasernen oder Gerichtsgebäude und baut sie neu oder um.
Das TLBV ist (Stand 2023) in vier Abteilungen organisiert:
1. Zentrale Dienste
2. Hochbau und Liegenschaften
3. Straßen- und Verkehrswesen
4. Straßenneubau und Regionalbereiche Straße

## Standorte
Der Hauptsitz des TLBV befindet sich in Erfurt am Hanseplatz (Hallesche Straße 15/16). Ebenfalls in Erfurt, aber an anderen Standorten sitzen die Referate Liegenschaften und Schienenpersonennahverkehr. Die Hochbau-Abteilung hat neben Erfurt außerdem Standorte in Gera, Suhl und Jena.
In der Straßenverwaltung ist das TLBV in die vier Regionalbereiche Mitte (Sitz in Erfurt), Nord (Leinefelde-Worbis), Ost (Gera) und Süd (Zella-Mehlis) mit weiteren, eigenen Gebietsbereichen eingeteilt.